# أليس هاين
أليس هاين (بالإنجليزية: Alice Heine) هي أرستقراطية أمريكية، ولدت في 10 فبراير 1858 في نيو أورلينز في الولايات المتحدة، وتوفيت في 22 ديسمبر 1925 في باريس في فرنسا.